# Міжнародний конкурс імені Петра Чайковського
Міжнародний конкурс імені П. І. Чайковського — міжнародний музичний конкурс, що проводиться з 1958 року у Москві з періодичністю раз на чотири роки (за винятком XIII конкурсу, який було перенесено на 2007 рік). Вважається одним із найзначніших та найпрестижніших музичних конкурсів у світі.

## Історія
Перший конкурс ім. Чайковського проводився у двох номінаціях: фортепіано та скрипка. Починаючи з другого конкурсу (1962) було введено номінацію «віолончель», із третього (1966) — вокал. Від заснування конкурс проводиться паралельно з фестивалем у Воткінську, де участь беруть лауреати конкурсу. Конкурси проводяться в першій половині літа раз на 4 роки. Винятком став 2006 рік, коли конкурс було на рік відкладено з двох причин - росіяни не встигали відреставрувати Великий зал Московської консерваторії, а також хотіли припинити збіги з проведенням чемпіонату світу з футболу.
Під час голосування Генеральної асамблеї, що відбулася 13 квітня 2022 року, Всесвітня федерація міжнародних музичних конкурсів переважною більшістю голосів своїх членів вирішила негайно виключити Міжнародний конкурс імені Чайковського зі свого складу у зв'язку із військовим вторгненням в Україну, яке розпочалося 24 лютого 2022 року.

### Дати проведення
| Номер конкурсу | Дата                        |
| -------------- | --------------------------- |
| І              | 18 березня — 14 квітня 1958 |
| II             | 1 квітня — 7 травня 1962    |
| III            | 30 травня — 29 червня 1966  |
| IV             | 2 — 25 червня 1970          |
| V              | 11 червня — 4 липня 1974    |
| VI             | 9 червня — 7 липня 1978     |
| VII            | 10 червня — 9 липня 1982    |
| VIII           | 11 червня — 4 липня 1986    |
| IX             | 14 червня — 8 липня 1990    |
| X              | 29 травня — 2 липня 1994    |
| XI             | 9 червня — 1 липня 1998     |
| XII            | 6 — 23 червня 2002          |
| XIII           | 13 — 30 червня 2007         |
| XIV            | 14 червня — 1 липня 2011    |
| XV             | 15 червня — 3 липня 2015    |

## Лауреати конкурсу ім. Чайковского

### Фортепіано
| Рік  | Перша премія                                           | Друга премія                                                | Третя премія                                                   | Четверта премія                |
| ---- | ------------------------------------------------------ | ----------------------------------------------------------- | -------------------------------------------------------------- | ------------------------------ |
| 1958 | Ван Кліберн — США                                      | Лев Власенко — СРСР Лю Ші Кунь — КНР                        | Наум Штаркман — СРСР                                           |                                |
| 1962 | Володимир Ашкеназі — СРСР Джон Огдон — Велика Британія | Сьюзен Старр — США Ін Чен Зонг — КНР                        | Елісо Вірсаладзе — СРСР                                        |                                |
| 1966 | Григорій Соколов — СРСР                                | Міша Діхтер — США                                           | Віктор Ересько — СРСР                                          |                                |
| 1970 | Володимир Крайнєв — СРСР Джон Лілл — Велика Британія   | Орасіо Гутьєррес — Куба                                     | Артур Морейра-Ліма — Бразилія Вікторія Постнікова — СРСР       |                                |
| 1974 | Андрій Гаврилов — СРСР                                 | Станіслав Іголінський — СРСР Мюнг Ван Чунг — Південна Корея | Юрій Єгоров — СРСР                                             |                                |
| 1978 | Михайло Плетньов — СРСР                                | Паскаль Девуайон — Франція Андре Лаплант — Канада           | Микола Демиденко — СРСР Євген Ривкін — СРСР                    |                                |
| 1982 | Премію не присуджено                                   | Пітер Донохоу — Велика Британія Володимир Овчинников — СРСР | Мітіе Кояма — Японія                                           |                                |
| 1986 | Баррі Дуглас — Велика Британія                         | Наталія Трулль — СРСР                                       | Ірина Плотнікова — СРСР                                        |                                |
| 1990 | Борис Березовський — СРСР                              | Володимир Міщук — СРСР                                      | Кевін Кеннер — США Йохан Шмідт — Бельгія Антон Мордасов — СРСР |                                |
| 1994 | Премію не присуджено                                   | Микола Луганський — Росія                                   | Вадим Руденко — Росія Хей Сун Пек — КНР                        |                                |
| 1998 | Денис Мацуєв — Росія                                   | Вадим Руденко — Росія                                       | Фредерик Кемпф — Велика Британія                               |                                |
| 2002 | Аяко Уехара — Японія                                   | Олексій Набіулин — Росіяі                                   | Цзюй Цзинь — КНР Андрій Поночевний — Білорусь                  |                                |
| 2007 | Премію не присуджено                                   | Мирослав Култишев — Росія                                   | Олександр Лубянцев — Росія                                     |                                |
| 2011 | Данило Трифонов Росія                                  | Йол Юм Сон Південна Корея                                   | Сенг Чжин Чо Південна Корея                                    | Олександр Романовський Україна |
| 2015 | Дмитро Маслєєв Росія                                   | Лукас Генюшас Росія Джордж Лі США                           | Данило Харитонов Росія Сергій Редькін Росія                    | Люка Дебарг Франція            |

### Скрипка
| Рік  | Перша премія                                  | Друга премія                                                    | Третя премія                                                       |
| ---- | --------------------------------------------- | --------------------------------------------------------------- | ------------------------------------------------------------------ |
| 1958 | Валерій Клімов — СРСР                         | Віктор Пікайзен — СРСР                                          | Штефан Руха — Румунія                                              |
| 1962 | Борис Гутніков — СРСР                         | Шмуель Ашкеназі — Ізраїль Ірина Бочкова — СРСР                  | Ніна Бейліна — СРСР Йоко Кубо — Японія                             |
| 1966 | Віктор Третьяков — СРСР                       | Масуко Усіода — Японія Олег Каган — СРСР                        | Йоко Сато — Японія Олег Криса — СРСР                               |
| 1970 | Гідон Кремер — СРСР                           | Володимир Співаков — СРСР Маюмі Фудзікава — Японія              | Ліана Ісакадзе — СРСР                                              |
| 1974 | Премію не присуждено                          | Юджин Фодор — США Рубен Агаронян — СРСР Русудан Гвасалія — СРСР | Марі Анік Ніколя — Франція Ваня Мілованова — Болгарія              |
| 1978 | Ілля Груберт — СРСР Елмар Олівейра — США      | Михаела Мартіні — Румунія Ділана Дженсон — США                  | Ірина Медвєдєва — СРСР                                             |
| 1982 | Вікторія Муллова — СРСР Сергій Стадлер — СРСР | Томоко Като — Японія                                            | Стефані Чейс — США Андрес Карденес — США                           |
| 1986 | Ілля Калер — СРСР Рафаель Олег — Франція      | Сю Вей — КНР Максим Федотов — СРСР                              | Джейн Пітерс — Австралія                                           |
| 1990 | Акіко Суванаї — Японія                        | Євген Бушков — СРСР                                             | Аліса Парк — США                                                   |
| 1994 | Премію не присуджено                          | Анастасія Чеботарьова — Росія Дженнифер Ко — США                | Граф Муржа — Росія Марко Ріцці — Італія                            |
| 1998 | Микола Саченко — Росія                        | Латиса Хонда-Розенберг — Німеччина                              | Ічун Пань — КНР                                                    |
| 2002 | Премію не присуджено                          | Тамакі Кавакубо — Японія Си Чэнь — КНР                          | Тетяна Самуїл — Росія                                              |
| 2007 | Маюко Каміо — Японія                          | Микита Борисоглебський — Росія                                  | Юккі Мануела Янке — Німеччина                                      |
| 2011 | Премію не присуджено                          | Сергій Догадін Росія Ітамар Зорман Ізраїль                      | Джех'є Лі Південна Корея                                           |
| 2015 | Премію не присуджено                          | Цзень Юй-Чень Тайвань                                           | Гайк Казазян Росія Олександра Конунова Молдова Павло Мілюков Росія |

### Віолончель
| Рік  | Перша премія                                | Друга премія                                          | Третя премія                                          |
| ---- | ------------------------------------------- | ----------------------------------------------------- | ----------------------------------------------------- |
| 1962 | Наталія Шаховська — СРСР                    | Леслі Парнас — СРСР Валентин Фейгін — СРСР            | Наталія Гутман — СРСР Михайло Хоміцер — СРСР          |
| 1966 | Каріне Георгіан — СРСР                      | Стефан Кейтс — США Арто Норас — Фінляндія             | Кенітіро Ясуда — Японія Елеонора Тестелець — СРСР     |
| 1970 | Давид Герінгас — СРСР                       | Вікторія Яглінг — СРСР                                | Ко Івасакі — Японія                                   |
| 1974 | Борис Пергаменщиков — СРСР                  | Іван Монигетті — СРСР                                 | Хірофумі Канно — Японія                               |
| 1978 | Натаніель Розен — США                       | Мари Фудзівара — Японія Даниэль Вейс — Чехословаччина | Олександр Князев — СРСР Олександр Рудін — СРСР        |
| 1982 | Антоніо Менезес — Бразилія                  | Олександр Рудін — СРСР                                | Георг Фауст — Німеччина                               |
| 1986 | Маріо Брунелло — Італія Кирило Родін — СРСР | Сурен Багратуні — СРСР Мартті Роусі — Фінляндія       | Сара Сант Амброджіо — США Джон Шарп США               |
| 1990 | Густав Рівініус — Німеччина                 | Франсуаза Гробен — Люксембург Олександр Князев — СРСР | Бьон Цанг — США Тімоті Гью — Велика Британія          |
| 1994 | Премію не присуджено                        | Премію не присуджено                                  | Премію не присуджено                                  |
| 1998 | Денис Шаповалов — Росія                     | Кін Лі Вей — Австралія                                | Борис Андріанов — Росія                               |
| 2002 | Премію не присуждено                        | Йоганнес Мозер — Німеччина                            | Клаудіус Попп — Німеччина Олександр Чаушян — Вірменія |
| 2007 | Сергій Антонов — Росія                      | Олександр Бузлов — Росія                              | Іштван Вардаї — Угорщина                              |
| 2011 | Нарек Ахназарян Вірменія                    | Едгар Моро Франція                                    | Іван Каризна Білорусь                                 |
| 2015 | Андрій Іоніца Румунія                       | Олександр Рамм Росія                                  | Олександр Бузлов Росія                                |

### Вокал (чоловіки)
- 1966 — Володимир Атлантов — ( СРСР)
- 1970 — Євген Нестеренко, Микола Огренич (обидва —  СРСР)
- 1974 — Іван Пономаренко — ( СРСР)
- 1978 — першу премію не присуджено. Другу премію поділили Валентин Пивоваров і Микита Сторожев (обидва —  СРСР)
- 1982 — Паата Бурчуладзе — ( СРСР)
- 1986 — Григорій Грицюк, Олександр Морозов (оба —  СРСР)
- 1990 — Ханс Чой — ( США)
- 1994 — Чен е Юен — ( КНР)
- 1998 — Бесик Габиташвілі ( Грузія)
- 2002 — Михайло Казаков — ( Росія)
- 2007 — Олександр Цимбалюк — ( Україна)
- 2011 — Пак Чон Мін ( Південна Корея)
- 2015 — Аріунбаатар Ганбаатар ( Монголія)

### Вокал (жінки)
- 1966 — Джейн Марш — ( США)
- 1970 — Олена Образцова, Тамара Синявська (обидві —  СРСР)
- 1974 — першу премію не присуджено. Другу премію поділили Людмила Сергієнко — ( СРСР), Сильвія Шаш — ( Угорщина), Стефка Евстаф'єва —  Болгарія
- 1978 — Людмила Шемчук — ( СРСР)
- 1982 — Лідія Забіляста — ( СРСР)
- 1986 — Наталія Ерасова — ( СРСР)
- 1990 — Дебора Войт — ( США)
- 1994 — Хібла Герзмава ( Абхазія; Гран-прі). Марина Лапіна — ( Росія) — перша премія
- 1998 — Міеко Сато ( Японія)
- 2002 — Айталіна Афанасьєва-Адамова ( Росія)
- 2007 — Альбіна Шагімуратова ( Росія)
- 2011 — Со Янсун ( Південна Корея)
- 2015 — Юлія Маточкіна ( Росія)